# Přírodovědná a vlastivědná stezka Hanuše
Přírodovědná a vlastivědná stezka Hanuše, nazývaná také Naučná stezka Hanuše, je naučná stezka na kopcích Skála a Hanuše v Hradci nad Moravicí v pohoří Vítkovská vrchovina (podcelek pohoří Nízký Jeseník) v okrese Opava v Moravskoslezském kraji.

## Galerie

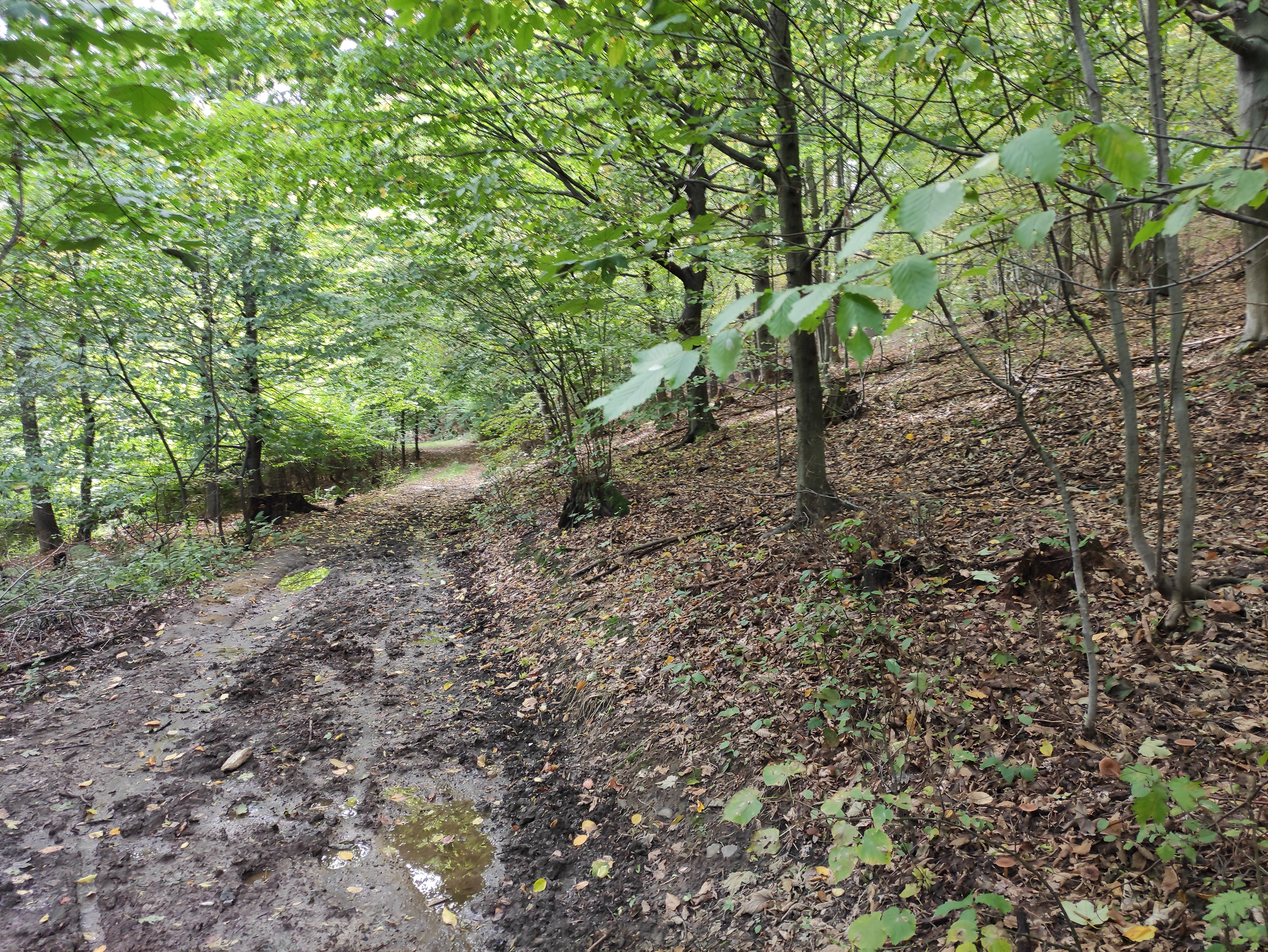
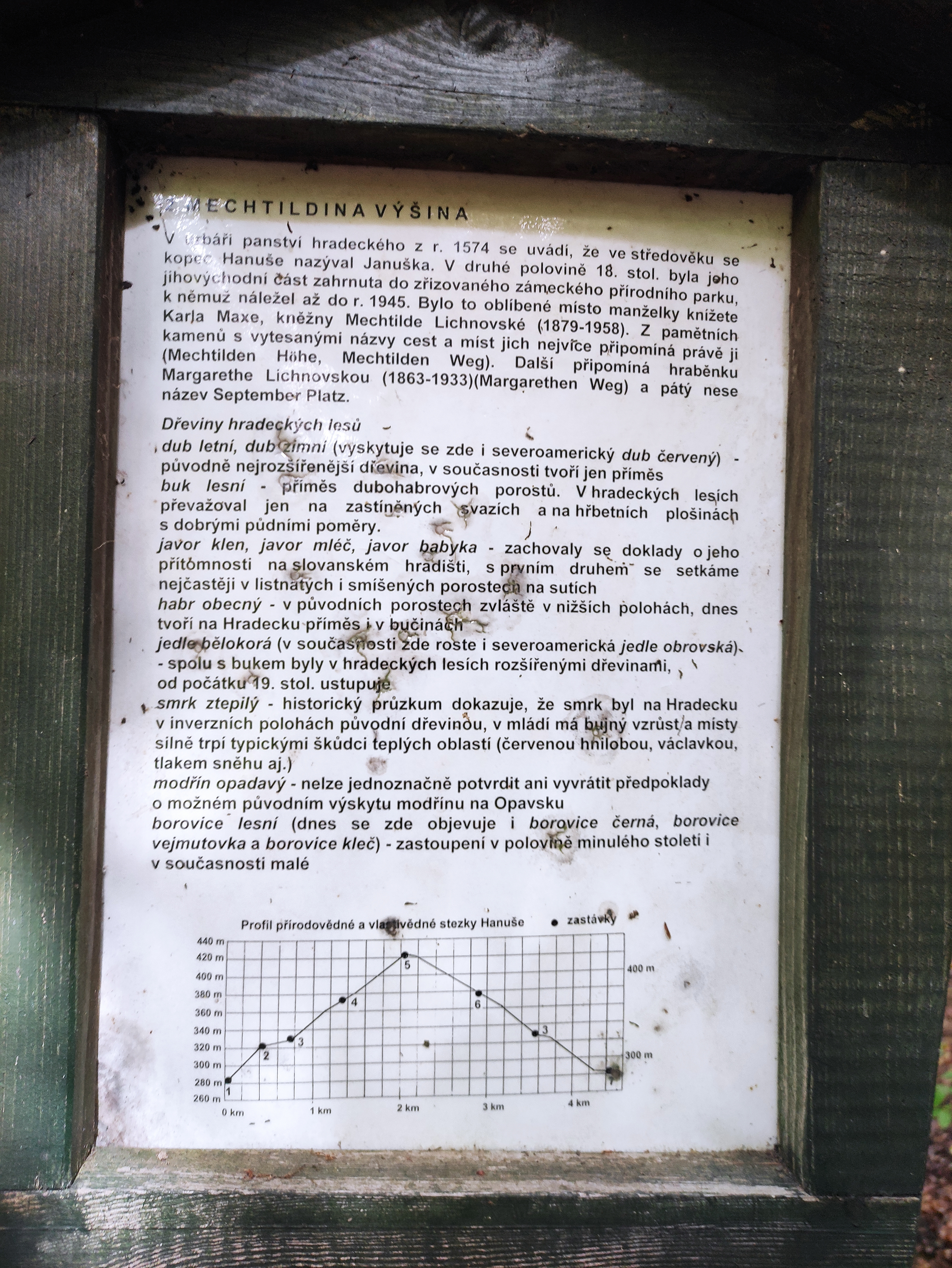
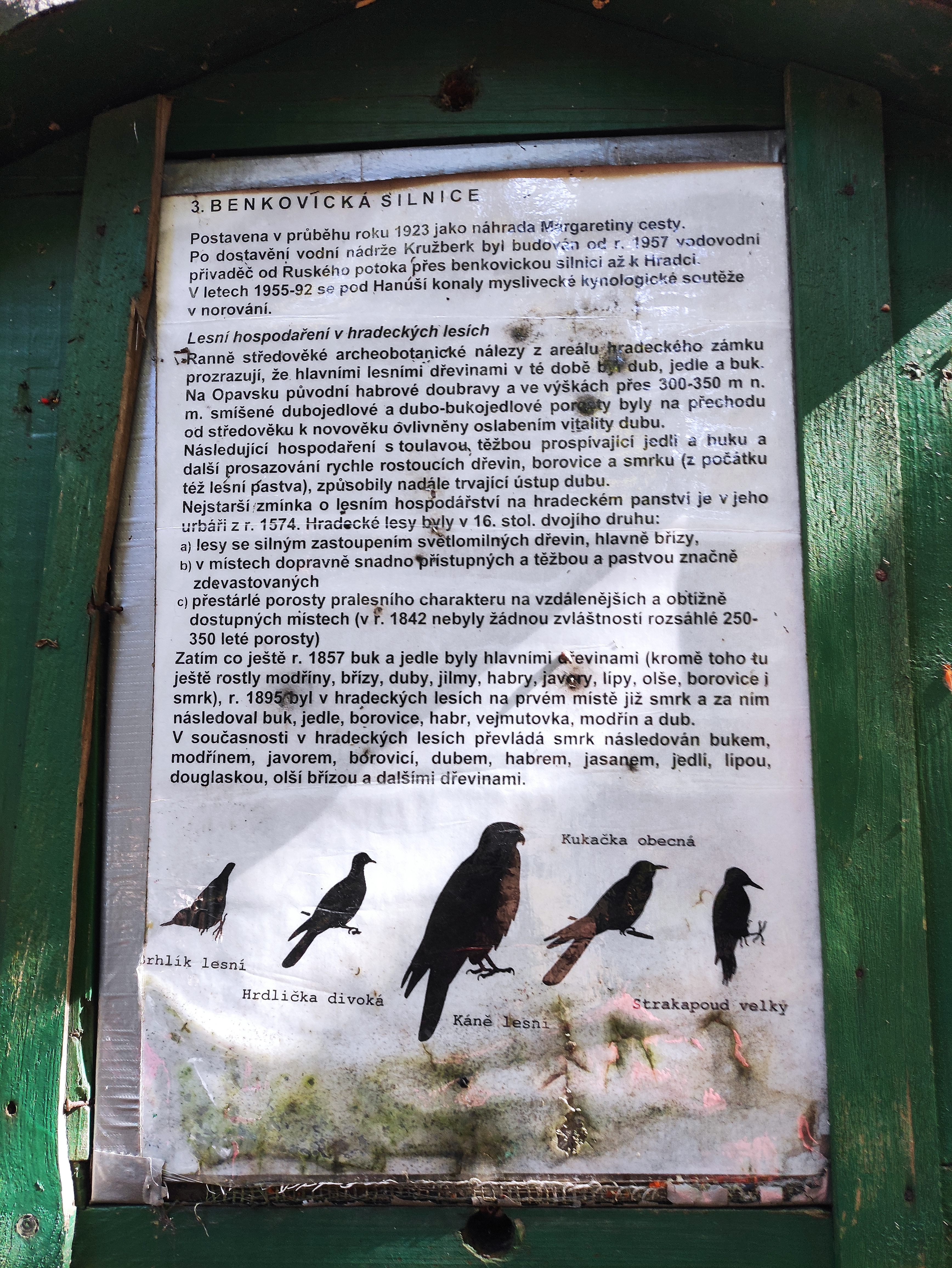

## Další informace
Přírodovědná a vlastivědná stezka Hanuše vede lesy a je zaměřená na místní historii, přírodu a krajinu, má 7 zastávek s informačními panely, je částečně okružní a částečně se shoduje se žlutou turistickou trasou. Délka stezky je 4,5 km a byla postavena v roce 2003. Začíná u silnice z Hradce nad Moravicí do Žimrovic (blízko křižovatky k hotelu Belaria) a končí u stejné silnice cca o 0,6 km blíže k Žimrovicím. Trasa vede především kolem vrcholových partií kopců Skála (348 m n. m.) a Hanuše (427 m n. m.) a křižuje také silnici z Hradce nad Moravicí do Benkovic. Nachází se zde také Žimrovická skála s vyhlídkou, Mechtyldina výšina (pojmenovaná po Mechtilde Christiane Lichnovské (1879– 1958)), 5 pamětních kamenů, pozůstatky opevnění z dob slezských válek Šance Hanuše (Švédské šance), dva přístřešky s posezením a studánka Horní studna. Stezka, po které chodil také básník Pert Bezruč, je celoročně volně přístupná.